# Chiesa di San Rocco (Palermo)
La chiesa di San Rocco è un edificio di culto situato nel centro storico di Palermo, ubicata nelle immediate adiacenze di via Maqueda.

## Storia
- 1347, Prima documentazione attestante l'esistenza del luogo di culto.[2]
- 1600, Nel contesto del nuovo progetto urbanistico cittadino consistente nel taglio di via Maqueda, l'edificio subisce una parziale demolizione e seguente ricostruzione.[2]

## Confraternita di San Rocco
- 1424, Confraternita di San Rocco, costituzione dell'associazione.[2]
- 1620, Insediamento della confraternita nella chiesa di San Rocco.[2]
- 1627, Riedificazione dopo la peste di Palermo del 1624.[3]

Nel cappellone è documentato il quadro della Vergine in gloria con san Rocco, san Vincenzo Ferreri, santa Eulalia, santa Maria Maddalena, sant'Onofrio e san Sebastiano, nella predella l'aristocrazia palermitana in ginocchio, capeggiata dal viceré di Sicilia Marcantonio Colonna e dalla moglie donna Felice Orsini, opera di Giovanni Paolo Fondulli del 1578. Titolare del patrocinio della cappella la famiglia Boccadifuoco.
Sono altresì documentate la Cappella di San Rocco, la statua di San Rocco e le reliquie di San Rocco, quest'ultime condotte in processione per scongiurare il persistere del "... pestifero et contagioso morbo ...".
- Peste di Palermo 1575 - 1576.
- Peste di Palermo 1624 - 1626 altrimenti nota come «Peste di Santa Rosalia».

## Collegio di San Rocco
- Collegio dei fanciulli orfani sotto il titolo di «Maria visita orfani».[5] Istituzione fondata per l'educazione dei fanciulli orfani.[1]